# Georgischer Fußballer des Jahres
Mit der Auszeichnung Fußballer des Jahres werden vom Georgischen Fußballbund seit 1990 herausragende georgische Fußballspieler geehrt.
Der Titel wurde erstmals 1990 in der ersten georgischen Meisterschaftssaison vergeben. 1992 wählten die Leser der Verbandszeitschrift den Titelträger. Seit 1993 entscheiden die Leser der Zeitung Sarbieli über den besten Fußballer. Parallel dazu vergibt die georgische Profiliga (Umaghlessi Liga) seit 2006 den Titel „Spieler des Jahres“.

## Bisherige Titelträger
- 1990: Temur Kezbaia, Dinamo Tiflis
- 1991: nicht vergeben
- 1992: Micheil Dschischkariani, FK Zchumi Sochumi
- 1993: Giorgi Kinkladse, Dinamo Tiflis
- 1994: Schota Arweladse, Trabzonspor/Dinamo Tiflis
- 1995: Akaki Dewadse, Schewardeni 1906 Tiflis/FK Rostow
- 1996: Giorgi Kinkladse, Manchester City
- 1997: Temur Kezbaia, AEK Athen/Newcastle United
- 1998: Schota Arweladse, Ajax Amsterdam
- 1999: Sasa Dschanaschia, Lokomotive Moskau
- 2000: Lewan Kobiaschwili, SC Freiburg
- 2001: Kacha Kaladse, Dynamo Kiew/AC Mailand
- 2002: Kacha Kaladse, AC Mailand
- 2003: Kacha Kaladse, AC Mailand
- 2004: Aleksandre Iaschwili, SC Freiburg
- 2005: Lewan Kobiaschwili, FC Schalke 04
- 2006: Kacha Kaladse, AC Mailand („Sarbieli“) und Schota Arweladse, AZ Alkmaar (Liga)
- 2007: Schota Arweladse, AZ Alkmaar/UD Levante („Sarbieli“ und Liga)
- 2008: Aleksandre Iaschwili, Karlsruher SC („Sarbieli“) und Kacha Kaladse, AC Mailand (Liga)
- 2009: Dschano Ananidse, Spartak Moskau
- 2010: Giorgi Merebaschwili, FK Vojvodina Novi Sad
- 2011: Kacha Kaladse, CFC Genua
- 2012: Guram Kaschia, Vitesse Arnheim
- 2013: Guram Kaschia, Vitesse Arnheim
- 2014: Solomon Kwirkwelia, Rubin Kasan
- 2015: Dschaba Kankawa, Stade Reims
- 2016: Tornike Okriaschwili, FK Krasnodar
- 2017: Solomon Kwirkwelia, Lokomotive Moskau
- 2018[1]: Giorgi Tschakwetadse, KAA Gent
- 2019: Dschaba Kankawa, Tobyl Qostanai
- 2020: Chwitscha Kwarazchelia, Rubin Kasan
- 2021: Chwitscha Kwarazchelia, Rubin Kasan
- 2022: Chwitscha Kwarazchelia, SSC Neapel
- 2023: Chwitscha Kwarazchelia, SSC Neapel
- 2024: Giorgi Mamardaschwili, FC Valencia

### Erfolgreichste Spieler
| Spieler                | Nummer | Jahre                 |
| ---------------------- | ------ | --------------------- |
| Kacha Kaladse          | 5      | 2001–2003, 2006, 2011 |
| Chwitscha Kwarazchelia | 4      | 2020–2023             |
| Schota Arweladse       | 3      | 1994, 1998, 2007      |
| Solomon Kwirkwelia     | 2      | 2014, 2017            |
| Lewan Kobiaschwili     | 2      | 2000, 2005            |
| Aleksandre Iaschwili   | 2      | 2004, 2008            |
| Temur Kezbaia          | 2      | 1990, 1997            |
| Giorgi Kinkladse       | 2      | 1993, 1996            |
| Guram Kaschia          | 2      | 2012, 2013            |